# Cardio News
Cardio News ist eine neunmal pro Jahr erscheinende, kardiologische Fachzeitung im Zeitungsformat, die von der Deutschen Gesellschaft für Kardiologie – Herz- und Kreislaufforschung (DGK) herausgegeben wird, als deren offizielles Organ sie fungiert. Sie richtet sich an Kardiologen in Klinik und Praxis, Kardiochirurgen, Internisten, Allgemeinmediziner mit Schwerpunkt Herz/Kreislauf, Diabetologen, Neurologen mit Schwerpunkt Schlaganfall, Nephrologen und Sportmediziner.
Gemäß Impressum besteht eine Zusammenarbeit mit der Arbeitsgemeinschaft Leitende Kardiologische Krankenhausärzte e.V. (ALKK), dem Bundesverband Niedergelassener Kardiologen e.V. (BNK), der Deutschen Gesellschaft für Thorax-, Herz-, und Gefäßchirurgie (DGTHG), der Deutschen Gesellschaft für Pädiatrische Kardiologie (DGPK), der Deutschen Gesellschaft für Prävention und Rehabilitation von Herz-Kreislauferkrankungen e.V. (DGPR), und der Deutschen Schlaganfall-Gesellschaft (DSG). 
Die Zeitschrift ist gedruckt und online verfügbar, letzteres für DKG-Mitglieder kostenlos. Die Druckauflage betrug im September 2024 27.000 Exemplare, davon wurden 17.339 Exemplare verkauft.